# Napoleon Iłłakowicz
Napoleon Michał Iłłakowicz (1811. december 2. – Vilnius, 1861. november 7.) lengyel festő és dekoratőr.

## Élete
Középiskolai rajztanulmányait Maciej Przybylskinél végezte. 1830-tól a Vilniusi Egyetemen festészetet Jan Rusztem művészeti műhelyeiben tanult. 1830-ban részt vett a novemberi felkelésben. A felkelés kudarca miatt Franciaországba emigrált, ahol 1833 és 1836 között tovább folytatta a tanulmányait. Zaragozában is tanult. Dolgozott Londonban, Viktória királynő udvarában, Olaszországban, valamint Spanyolországban és más országokban. 1848-ban Lwówba, 1857-ben Vilniusba költözött, ahol haláláig élt.

## Művészete
Számos híres személyiségről festett portrét, többek között George Sandról, Kossuth Lajosról, Adam Jerzy Czartoryskiról és Jan Śniadeckiról. Tájképeket, történelmi jeleneteket is készített. Szakrális festészettel is foglalkozott, így a smorgonie-i templom polikrómjaival és a dobrzeńi templom oltárának képével. Ő a józefówi templom polikrómjának (1860) alkotja is.

## Képgaléria

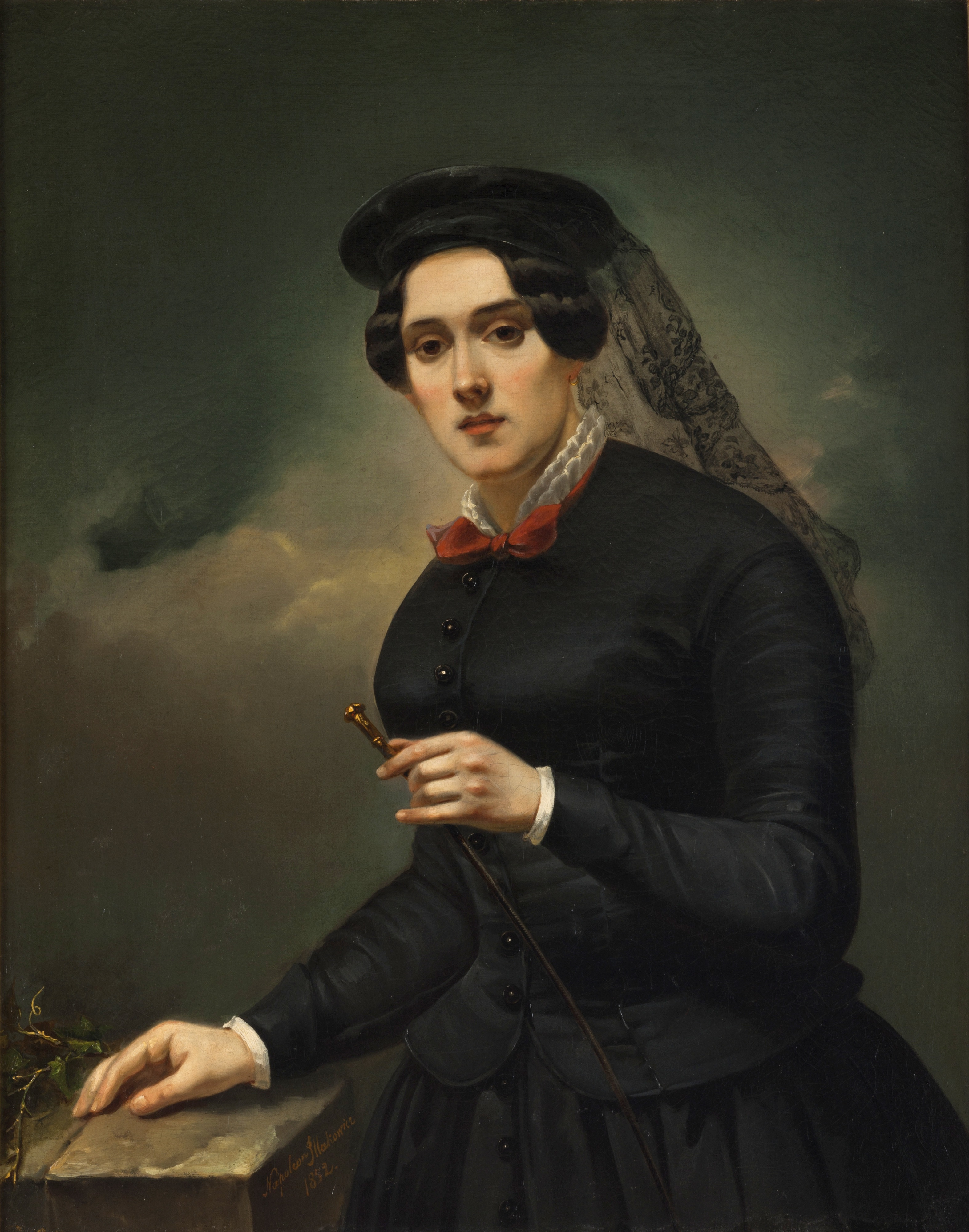
Amazon
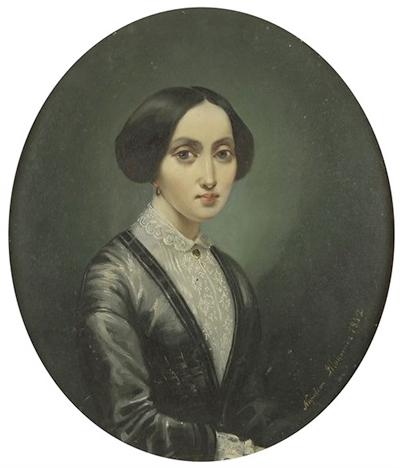
Egy arisztokrata portréja
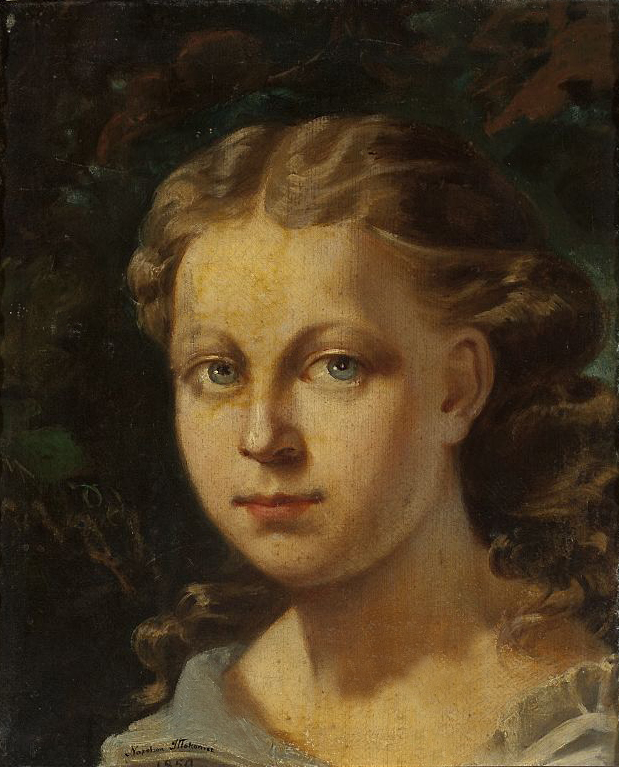
Ludwika Rozwadowska, született Zamoyska arcképe

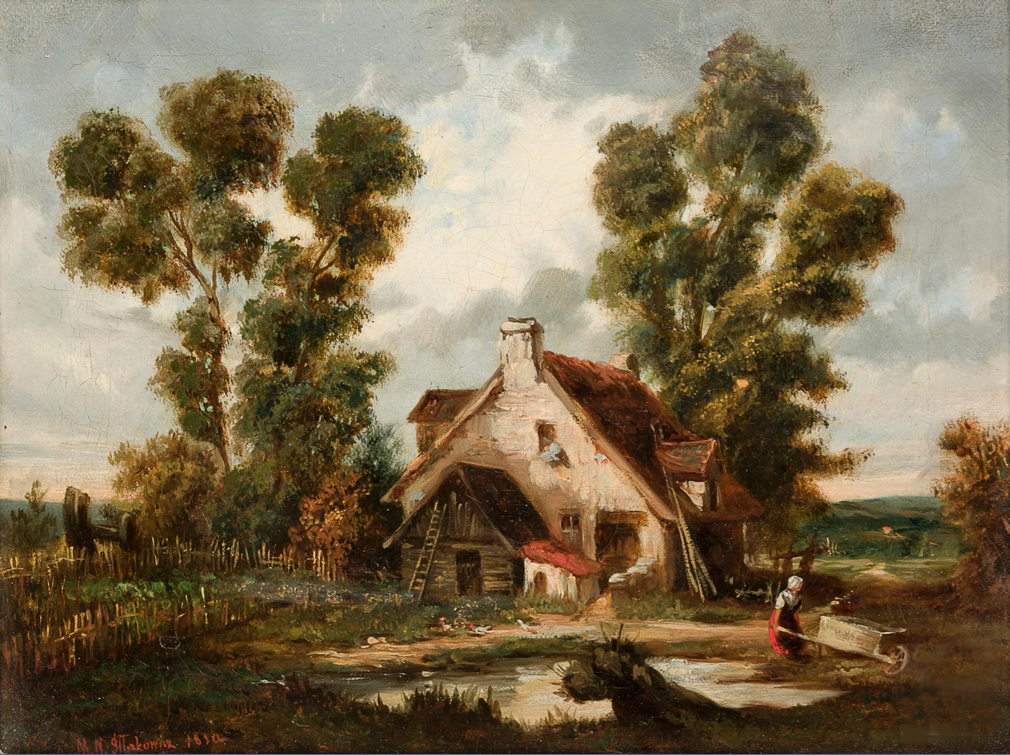
Tájkép
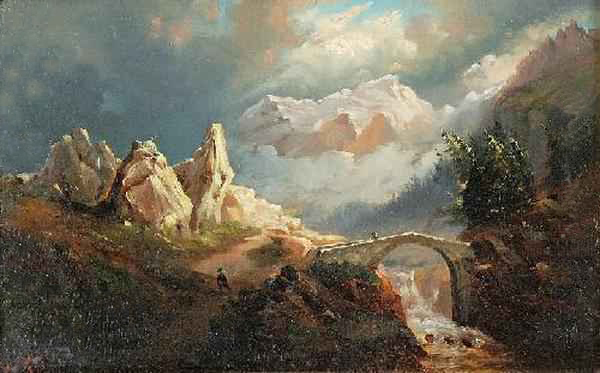
Hegyvidéki táj

## Fordítás
- Ez a szócikk részben vagy egészben  a   Napoleon Iłłakowicz című angol Wikipédia-szócikk ezen változatának fordításán alapul.  Az eredeti cikk szerkesztőit annak laptörténete sorolja fel. Ez a jelzés csupán a megfogalmazás eredetét és a szerzői jogokat jelzi, nem szolgál a cikkben szereplő információk forrásmegjelöléseként.